# اچ‌ام‌اس بنبو (۱۹۱۳)
اچ‌ام‌اس بنبو (۱۹۱۳) (به انگلیسی: HMS Benbow (1913)) یک کشتی بود که طول آن ۶۲۲ فوت ۹ اینچ (۱۸۹٫۸ متر) بود. این کشتی در سال ۱۹۱۳ ساخته شد.